# Liechtensteiner Cup 1954/55
Der Liechtensteiner Cup 1954/55 (offiziell: Aktiv-Cup) war die zehnte Austragung des Fussballpokalwettbewerbs der Herren in Liechtenstein. Die Ergebnisse der Spiele sind erst ab dem Halbfinale bekannt. Der FC Schaan gewann erstmals den Titel.

## Halbfinale
|            | Ergebnis |            |
| ---------- | -------- | ---------- |
| FC Vaduz   | 5:0      | FC Balzers |
| FC Triesen | 2:2      | FC Schaan  |

## Finale
Das Finale fand am 4. September 1955 in Schaan statt.
| Datum      |           | Ergebnis |          |
| ---------- | --------- | -------- | -------- |
| 04.09.1955 | FC Schaan | 1:0      | FC Vaduz |